# Sadeillan
Sadeillan település Franciaországban, Gers megyében. Lakosainak száma 83 fő (2022. január 1.). Sadeillan Castex, Miélan, Mont-de-Marrast, Sainte-Dode és Sarraguzan községekkel határos.

## Népesség
A település népessége az elmúlt években az alábbi módon változott:
| Lakosok száma | 117  | 95   | 93   | 74   | 87   | 88   | 87   | 86   | 85   | 83   |
|               | 1968 | 1982 | 1990 | 2006 | 2013 | 2015 | 2017 | 2019 | 2020 | 2022 |